# Toni Cuquerella
Antonio Cuquerella (Gandía, Valencia; 14 de abril de 1973), más conocido como Toni Cuquerella, es un ingeniero de carreras de automovilismo y presentador de televisión español. Ha formado parte de escuderías de Fórmula 1 como Scuderia Ferrari, HRT, Super Aguri y BMW Sauber, participando en esta última como ingeniero de pista de Robert Kubica.
Es el director de tecnología e ingeniero asesor de la escudería española Campos Racing en Fórmula 2 y Fórmula 3, y comentarista de Fórmula 1 en el canal de televisión DAZN F1 (anteriormente Movistar Fórmula 1). Hasta la temporada 2023 fue además presentador del programa Vamos sobre ruedas en #Vamos junto a Antonio Lobato y Pedro de la Rosa, que acabó sus emisiones el 28 de noviembre después de que DAZN arrebatase los derechos de la F1 a Movistar Plus+.

## Biografía
Desde temprana edad a Toni le gustaron los temas de automoción, coches, y motocicletas. Ante la imposibilidad de ser piloto por falta de medios, decide estudiar ingeniería industrial en la UPV con el objetivo de llegar a trabajar en competiciones de motor.

## Trayectoria

### World Series
Comienza su trayectoria profesional como ingeniero de carreras en 1999 en su actual escudería, Campos Racing, y posteriormente en las Nissan World Series en 2002. Entre  2002 y 2006 continúa con su papel de ingeniero de pista (y como ingeniero de dinámica de vehículos durante las dos primeras temporadas) en Seat Sport, participando en las competiciones WTCC y WRC.

### Fórmula 1 (2006-12)
Toni debuta en la Fórmula 1 en la temporada 2007 como ingeniero de carrera de la escudería Super Aguri F1 Team.
Es fichado por la escudería BMW Sauber, donde es ingeniero de pista del piloto polaco Robert Kubica durante las temporadas 2008 y 2009, logrando la primera victoria de la escudería en el Gran Premio de Canadá de 2008 y 8 podios, finalizando Kubica en 4.ª posición en el campeonato de pilotos de 2008.

En 2010 decide dar el salto a una nueva escudería, HRT Formula 1 Team, la primera (y única) escudería española de la historia de la Fórmula 1. Cuquerella es director técnico e ingeniero jefe de pista durante las temporadas 2011 y 2012, en las que el equipo cosecha muy pobres resultados y desaparece por falta de recursos económicos antes del comienzo de la temporada 2013.

### DTM (2013-14)
En 2013 deja la Fórmula 1 para participar en las Deutsche Tourenwagen Masters como ingeniero jefe del equipo  Team MTEK  durante las temporadas 2013 y 2014.

### Fórmula 1 (2015-16)
Tras dos años alejado de la categoría, en 2015 Toni vuelve a la Fórmula 1 como coordinador de los ingenieros de pista de la Scuderia Ferrari, Riccardo Adami y David Greenwood.
 Trabaja durante las temporadas 2015 y 2016 en el equipo, logrando un 2.º y un 3.º puesto en el Campeonato de Constructores. Antes del comienzo de la temporada 2017, Toni abandona Ferrari y la Fórmula 1 de forma indefinida.

### Fórmula E (2018-2022)
Entre 2018 y 2022 Toni participa en la Fórmula E como ingeniero jefe de carrera del equipo indio Mahindra Racing, finalizando el equipo 6.º, 9.º, 9.º y 8.º en los Campeonatos de Constructores de las respectivas temporadas.

### Actualidad
Desde 2017 trabaja para la escudería Campos Racing como director de tecnología e ingeniero asesor.

### Televisión
- En febrero de 2017 Toni Cuquerella ficha por el canal de televisión Movistar Fórmula 1, donde permanece hasta la desapareción del canal y su sustitución por DAZN F1 el 28 de febrero de 2021.[12] Durante ese tiempo, Toni cumple las funciones de comentarista de la tercera sesión de entrenamientos libres (FP3), clasificaciones y carreras de Fórmula 1, analista en los previos y post de clasificación y carrera y analista de Vamos sobre ruedas.[13]
- Durante las temporadas 2021 a 2023 forma parte del equipo de DAZN F1, donde cumple las mismas funciones que en su etapa en Movistar Fórmula 1.[14]